# Одометр
Виды одометров
Одо́метр (др.-греч. ὁδός «дорога» + μέτρον «мера»), в просторечии счётчик — прибор для измерения количества оборотов колеса. При помощи него может быть измерен пройденный транспортным средством путь. Первый одометр был изобретён Героном Александрийским.

## Конструкция одометра
Одометр преобразует пройденный путь в показания на индикаторе. Обычно одометр состоит из счётчика с индикатором и датчика, связанного с вращением колеса.
Видимая часть одометра — его индикатор. Механический индикатор содержит ряд колёсиков (барабанов) с цифрами на приборной доске автомобиля. Каждое такое колёсико разделено на несколько секторов, на каждом секторе последовательно написано по цифре. По мере увеличения пройденного транспортным средством пути колёсики вращаются, образуя число, обозначающее пройденную дистанцию.
Счётчик может быть механическим, электромеханическим или электронным, в том числе основанным на бортовой ЭВМ. В современных автомобилях обычно используется датчик Холла.

## Математическая модель одометра

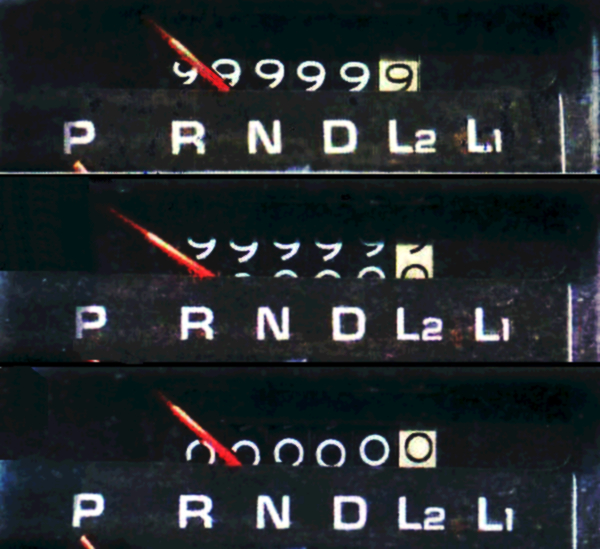
После достижения максимального значения счетчик пути начинает отсчет заново. Это называется полным кругом одометра

Если принять, что скорость точки колеса, которая соприкасается с опорной поверхностью (дорогой, рельсами и т. д.) равняется нулю, или, иными словами, наблюдается полное сцепление колеса и опорной поверхности, то справедливо следующее соотношение
{\displaystyle \omega ={\frac {V}{R}},}
где:
- {\displaystyle V} — скорость транспортного средства, м/с;
- {\displaystyle R} — радиус колеса, м;
- {\displaystyle \omega } — угловая скорость, рад/с.

Угол поворота колеса ({\displaystyle \Omega }) будет равен
{\displaystyle \Omega ={\frac {S}{2\pi R}}\cdot 2\pi ={\frac {S}{R}},}
где:
- {\displaystyle \Omega } — угол поворота колеса, рад;
- {\displaystyle S} — путь, пройденный транспортным средством, м;
- {\displaystyle 2\pi R} — длина окружности (длина обода колеса), м.

Если выразить полный пройденный путь через число оборотов колеса ({\displaystyle n}), то можно получить соотношение
{\displaystyle S=n\cdot \left(2\pi R\right).}
Скорость будет равна:
{\displaystyle V=dS/dt={\frac {dn}{dt}}\cdot 2\pi R.\qquad (1)}
По аналогии можно найти и ускорение транспортного средства (ТС). На использовании отношения (1) построены хронометрические спидометры.
В реальности радиус колеса изменчив, а идеальное сцепление с опорной поверхностью невозможно. Поэтому, если колёса вращаются с одной скоростью, то при повороте возникает пробуксовка и пройденный путь по внутренней траектории отличается от пути по наружной траектории. Их соотношение определяется формулой:
{\displaystyle S_{\mathrm {in} }=S_{\mathrm {ex} }\cdot (1-L\cdot \omega _{z}\cdot S_{\mathrm {ex} }),}
где:
- {\displaystyle S_{\mathrm {in} }} — путь по внутренней траектории, м;
- {\displaystyle S_{\mathrm {ex} }} — путь по наружной траектории, м;
- {\displaystyle \omega _{z}} — угловая скорость вращения в плоскости горизонта, рад/с;
- {\displaystyle L} — расстояние между колёсами ТС, м.

Если же колёса вращаются с разной скоростью, то измерение пройденного пути ТС производится двумя одометрами.
При измерении одометром приращения по координате {\displaystyle X}, составляющего {\displaystyle \Delta X}, необходимо учитывать проскальзывание колеса, характеризующееся коэффициентом {\displaystyle m_{k}}. Погрешность измерения приращения равна:
{\displaystyle \delta X=m_{k}\cdot \Delta X.}

## История
Чжан Хэну (78–139 гг. н. э.) часто приписывают изобретение первого одометра, хотя его также приписывают Архимеду (287–212 гг. до н. э.) и Герону Александрийскому (10–70 гг. до н. э.). Подобные устройства использовались римской и китайской хань-империями примерно в тот же период. В Ⅲ веке в Китае была изобретена повозка для измерения пройденного расстояния, по-китайски это устройство называлось 记里鼓车 (пиньинь jì lǐ gǔ chē, палл. цзи ли гу чэ) или «счетчик пути, пройденного повозкой в ли (li)» (современное измерение ли = 500 м).